# Osiedle I (Konin)
Osiedle I w Koninie – najstarsze osiedle w nowej części miasta Konina. Obejmuje budynki mieszkaniowe po wschodniej stronie ulicy Dworcowej, zachodniej stronie ulicy Błaszaka, północnej stronie Alei 1 Maja i południowej stronie ul. Kolejowej. Wybudowano je w latach 1949–1953 na terenie wsi Czarków. Pierwszy budynek, przy ulicy Górniczej oddano do użytku w 1951 roku.
Osiedle jest częścią największej konińskiej dzielnicy – Czarkowa.